# Swings Both Ways
Albums de Robbie Williams
Take the Crown
(2012) Under the Radar - Vol 1
(2014)
Swings Both Ways est le dixième album studio du chanteur-compositeur anglais Robbie Williams. C'est son deuxième disque swing après Swing When You're Winning, sorti en 2001. Cet album comporte par ailleurs davantage de chansons originales que celui de 2001. Swings Both Ways marque la première collaboration majeure du chanteur avec son ancien partenaire de longue date, le producteur et compositeur Guy Chambers (en), depuis Escapology, sorti en 2002. Chambers a produit l'album et coécrit avec Williams la plupart des chansons originales de l'album.
L'album est sorti le 18 novembre 2013, et s'est placé en haut du UK Albums Chart la première semaine, avec 109 000 copies vendues, devenant ainsi le millième album numéro un au Royaume-Uni. C'est également le onzième album de Robbie Williams à se glisser en tête des charts, mettant le chanteur ex æquo avec Elvis Presley dans le classement des artistes par nombre d'albums numéro un au UK Albums Chart.
À l'international, l'album s'est également bien vendu, se glissant dans les tops 10 irlandais, australien, belge, italien et suédois, en plus d'être arrivé numéro un en Autriche, en Croatie, en Allemagne et en Suisse. Selon l'IFPI, Swings Both Ways est le 18e album le mieux vendu de l'année 2013.

## Genèse
Robbie Williams annonce Swings Both Ways en septembre 2013. L'album est distribué au Royaume-Uni par Island Records et sort le 18 novembre 2013. L'album comprend des reprises de standards populaires, ainsi que six chansons originales écrites par Robbie Williams et Guy Chambers (en), qui produit également l'album. Swings Both Ways contient en outre des duos entre Williams et Lily Allen, Michael Bublé, Kelly Clarkson, Olly Murs, and Rufus Wainwright, sur des reprises comme sur des morceaux inédits.
Williams déclare : « Avant tout, j'ai voulu faire un album swing parce que je voulais faire un album swing. J'ai toujours su que j'en ferai un deuxième, et je pense que c'est le moment idéal pour le faire. J'adore le showbiz et j'adore ma vie, et je sens d'après mon expérience que j'ai besoin d'un événement à chaque fois que je sors un album. Cet album est un hymne clair, un clin d’œil passionné à une période de cette planète à laquelle je n'ai jamais été conviée, puisque je n'étais pas encore né... J'aurais aimé y être, ce que je ressens encore très fortement aujourd'hui. ». Il ajoute que Swings Both Ways ressemblait beaucoup à l'origine à son premier album swing, Swing When You're Winning, mais qu'il a ensuite changé d'avis et ajouté les chansons originales : « Au départ je comptais en faire un album très similaire au précédent, puis je me suis rendu compte que ce n'était pas ce dont j'avais vraiment envie. C'est différent – ça n'est pas que des reprises, j'avais quelques chansons que je voulais faire écouter au monde pour qu'elles puissent éventuellement faire partie de leur vie, avec un peu de chance, et qu'ils se disent que je suis plutôt doué pour l'écriture. Donc il ressemble beaucoup beaucoup au premier album swing, et en est très différent – et j'espère être parvenu à faire la cour au monde ! ».
Lily Allen déclara, sur sa collaboration avec Williams: « Dream A Little Dream est une de mes chansons favorites, alors à aucun moment je n'ai hésité quand Robbie m'a demandé si je voulais la chanter en duo avec lui. J'étais un peu nerveuse quand on l'a enregistrée, surtout quand je lui ai demandé ce qu'il attendait de moi et qu'il m'a répondu un truc comme 'sois simplement toi-même'. Mais j'en suis très contente et je pense qu'on rend justice à un classique. ». Murs a également commenté sa première collaboration avec son ami de longue date : « J'ai adoré travailler avec Rob sur cet album. Après l'avoir accompagné sur sa tournée européenne cette année, ça nous semblait logique d'enregistrer quelque chose ensemble, et I Wan’na Be Like You est un grand classique à reprendre en chœur. C'est toujours génial de se mettre au boulot avec ses potes ! ». Wainwright, aussi, évoqua son duo avec Williams: « Travailler avec Robbie, c'est un rêve qui est devenu réalité. Je suis encore une fois convoité par des personnes des deux sexes. Robbie est un pro, il a tout pour plaire, un homme vraiment bon, et si je pouvais trouver encore d'autres qualificatifs, je les utiliserai aussi. ».

## Singles
Go Gentle (en) est sorti le 10 novembre 2013, c'est le premier single (lead single) extrait de l'album.
Le deuxième single extrait de l'album est Dream a Little Dream, une reprise de Dream a Little Dream of Me ; il sort le 13 décembre 2013.
Enfin, Shine My Shoes (en) est sorti comme single promotionnel le 12 septembre 2013, sur précommande de l'album. La chanson est diffusée en exclusivité à la radio le matin, et peu de temps après un audio officiel est mis en ligne sur YouTube. Le morceau est sorti sur les plateformes de téléchargement comme troisième single de l'album le 24 mars 2014.

## Liste des titres
- Toutes les chansons sont produites par Guy Chambers (en), à l'exception de Wedding Bells, coproduite par Chambers et Gary Barlow.

| 1.  | Shine My Shoes (en)                                            | 3:23 |
| 2.  | Go Gentle (en)                                                 | 4:31 |
| 3.  | I Wan'na Be Like You (The Monkey Song) (en duo avec Olly Murs) | 3:31 |
| 4.  | Swing Supreme                                                  | 3:17 |
| 5.  | Swings Both Ways (en duo avec Rufus Wainwright)                | 3:58 |
| 6.  | Dream a Little Dream (en duo avec Lily Allen)                  | 3:33 |
| 7.  | Soda Pop (en duo avec Michael Bublé)                           | 3:19 |
| 8.  | Snowblind                                                      | 3:19 |
| 9.  | Puttin' on the Ritz                                            | 2:32 |
| 10. | Little Green Apples (en) (en duo avec Kelly Clarkson)          | 3:16 |
| 11. | Minnie the Moocher                                             | 3:41 |
| 12. | If I Only Had a Brain (en)                                     | 3:52 |
| 13. | No One Likes a Fat Pop Star                                    | 2:52 |

| 14. | Where There's Muck | 4:09 |
| 15. | 16 Tons            | 2:36 |
| 16. | Wedding Bells      | 4:35 |

| 1. | Dream a Little Dream (Video) | 1:22 |
| 2. | Soda Pop (Video)             | 3:37 |
| 3. | I Wan'na Be Like You (Video) | 1:56 |
| 4. | Swings Both Ways (Video)     | 4:03 |
| 5. | Gallery                      | 3:23 |